# Thompsonia reinhardi
Thompsonia reinhardi is een krabbezakjessoort uit de familie van de Thompsoniidae. De wetenschappelijke naam van de soort is voor het eerst geldig gepubliceerd in 1992 door Lützen.